# Алфредо Ле Пера
Алфредо Ле Пера (на испански: Alfredo Le Pera) е аржентински поет, журналист и драматург.
Известен е със своето сътрудничество с изпълнителя на танго Карлос Гардел. Сред най-прочутите им песни са Melodía de arrabal, Cuesta abajo, Soledad, Volvió un noche, Golondrina, Lejana tierra mia, Mi Buenos Aires querido, Por una cabeza, El día que me quieras.
Алфредо Ле Пера умира, заедно с Гардел, в самолетна катастрофа.